# Dama con criada y carta
Dama con criada y carta (en neerlandés Dame en dienstbode) es una de las tres obras pintadas por Vermeer propiedad de la Colección Frick de Nueva York, con número de inventario 1919.1.126. La obra llegó a la colección procedente de las adquisiciones del magnate y coleccionista Henry Clay Frick (1849-1919) en el año de su fallecimiento.
Vermeer utilizó un lienzo grande para esta composición, donde presenta a dos mujeres reflexionando sobre una carta recién llegada. Como muchas de las imágenes de Vermeer, representando una escena doméstica que explora la relación entre la escritura y la recepción de cartas, tema muy popular en el arte y la literatura de la época. 
Los gestos de la señora proporcionan la sensación de movimiento en la boca abierta, a punto de hablar, la mano que toca su barbilla y su mirada hacia la criada. Aunque se ha sugerido que el fondo oscuro de la pintura (motivo novedoso en las obras de Vermeer) podía deberse a que el trabajo estaba incompleto en el momento de la muerte de Vermeer, rellenándose para su venta, la reflectografía infrarroja (IRR) del lienzo, realizada en 2018, refuta esto y revela que Vermeer originalmente incluyó varias figuras en él, posiblemente destinado a representar un tapiz, que luego cubrió para enfocar la atención en la mujer.